# Gözlek, Amasya
Gözlek là một xã thuộc thành phố Amasya, tỉnh Amasya, Thổ Nhĩ Kỳ.

## Dân số
| Dữ liệu dân số của xã theo từng năm | Dữ liệu dân số của xã theo từng năm |
| ----------------------------------- | ----------------------------------- |
| 2019                                | 183                                 |
| 2018                                | 201                                 |
| 2017                                | 185                                 |
| 2016                                | 183                                 |
| 2015                                | 188                                 |
| 2014                                | 199                                 |
| 2013                                | 195                                 |
| 2012                                | 194                                 |
| 2011                                | 211                                 |
| 2010                                | 199                                 |
| 2009                                | 204                                 |
| 2008                                | 210                                 |
| 2007                                | 182                                 |
| 2000                                | 310                                 |
| 1990                                | 381                                 |
| 1985                                | 606                                 |